# Space Diver
Space Diver war ein Stahlachterbahnmodell des Herstellers Intamin in Kooperation mit Giovanola.
Vom Modell Space Diver gibt es nur eine einzige Auslieferung. Sie wurde erstmals 1985 als Z-Force in Six Flags Great America eröffnet. Dort stand sie allerdings nur bis 1987. 1988 wurde sie dann (ebenfalls als Z-Force) in Six Flags Over Georgia eröffnet, wo sie jedoch auch wieder nur drei Jahre verbrachte. Die letzte Station war Six Flags Magic Mountain. Am 25. April 1992 eröffnet, fuhr sie bis 2003, allerdings nur während der Wintersaison von Oktober bis April, wenn der Wasserpark nebenan geschlossen war. Aber auch während der Wintersaison war Flashback häufig außer Betrieb. Mitte Dezember 2007 begannen die Abbauarbeiten an Flashback.

## Züge
Space Diver besaß drei Züge des Herstellers Giovanola mit jeweils fünf Wagen. In jedem Wagen konnten vier Personen (eine Reihe) Platz nehmen. Die Fahrgäste müssen mindestens 1,22 m groß sein, um mitfahren zu dürfen. Als Rückhaltesystem kamen Schulterbügel zum Einsatz.